# Dial Records (1964)
Pour l’article homonyme, voir Dial Records.
Ne doit pas être confondu avec Dial Records (1946).
Dial Records est un label discographique américain de soul, anciennement basé à Nashville, dans le Tennessee, actif entre 1961 et 1979.

## Histoire
Dial Records est fondé en 1961 à Nashville par Buddy Killen, spécifiquement pour que ce dernier puisse produire le chanteur de soul Joe Tex. Après quelques essais et échecs, Tex a produit une chanson intitulée Hold What You've Got, une ballade de 1964 qui faisait le lien entre le Rhythm and blues traditionnel et le style soul sudiste émergeant et qui laissait entrevoir un avenir pour le rap grâce à l'homélie parlée de Tex. Hold What You've Got permet au label Dial  de signer un contrat de distribution avec Atlantic Records. Joe Tex devient la star de ce label Dial et a enregistré près de trente tubes soul, dont certains ont figuré dans les charts pop, notamment Skinny Legs and All et I Gotcha) jusqu'à ce qu'il se retire de la musique dans les années 1970 et meure d'une crise cardiaque à l'âge de 49 ans.
DiaL Records a eu quelques distributeurs au fil des ans, notamment London Records, Atlantic Records, Mercury Records, Epic Records et T.K. Records. Killen ferme le label en 1979 pour se concentrer sur ses autres intérêts musicaux. Il était propriétaire de Tree International Publishing. Sony Music Publishing est désormais propriétaire du catalogue Dial Records.

## Groupes et artistes
Les groupes et artistes comprennent Joe Tex, Bobby Marchan, Clarence Reid, Paul Kelly, [hris Harris and the Black Merda, Clarence « Frogman » Henry, Gunilla Hutton, Frederick Knight, Annette Snell, King Floyd, Jean Knight, Little Archie, Len Wade, Wayne Handy, et The Allman Joys.